# Raúl Dos Santos
Raúl Ricardo dos Santos González (Montevideo, 1967. április 19. – 2024. július 4.) válogatott uruguayi labdarúgó, csatár.

## Pályafutása

### Klubcsapatban
1987 és 1990 között a Basáñez, 1991–92-ben a Defensor Sporting labdarúgója volt. 1992 és 1996 között Spanyolországban játszott. 1992 és 1994 között az Albacete, 1994 és 1996 között a Villareal csapatában szerepelt. 1996-ban a Defensor Sportinghoz tért vissza. 1997-ben a bolíviai Club Bolívar, 1998-ban a Progreso játékosa volt. 1999-ben a Cerro csapatában fejezte be az aktív játékot.

### A válogatottban
1992–93-ban két alkalommal szerepelt az uruguayi válogatottban.

## Statisztika

### Mérkőzései az uruguayi válogatottban
| Uruguay | Uruguay            | Uruguay                        | Uruguay     | Uruguay  | Uruguay       | Uruguay    | Uruguay | Uruguay |
| #       | Dátum              | Helyszín                       | Hazai       | Eredmény | Vendég        | Kiírás     | Gólok   | Esemény |
| ------- | ------------------ | ------------------------------ | ----------- | -------- | ------------- | ---------- | ------- | ------- |
| 1.      | 1992. november 29. | Montevideo, Estadio Centenario | Uruguay     | 0 – 1    | Lengyelország | barátságos | -       |         |
| 2.      | 1993. október 13.  | Karlsruhe, Wildparkstadion     | Németország | 5 – 0    | Uruguay       | barátságos | -       |         |
|         | Összesen           |                                |             | 2        | mérkőzés      |            | 0       | gól     |